# Christopher Nicholson
Christopher John Nicholson (conocido como Chris Nicholson; Newcastle, 18 de junio de 1969) es un deportista australiano que compitió en vela en la clase 49er.
Ganó tres medallass de oro en el Campeonato Mundial de 49er entre los años 1997 y 1999. Participó en dos Juegos Olímpicos de Verano, ocupando el sexto lugar en Sídney 2000 y el séptimo en Atenas 2004, en la clase 49er.

## Palmarés internacional
| \| Campeonato Mundial \| Campeonato Mundial \| Campeonato Mundial \| Campeonato Mundial \| \| Año \| Lugar \| Medalla \| Clase \| \| ------------------ \| --------------------- \| ------------------ \| ------------------ \| \| 1997 \| Perth (Australia) \| Medalla de oro \| 49er \| \| 1998 \| Bandol (Francia) \| Medalla de oro \| 49er \| \| 1999 \| Melbourne (Australia) \| Medalla de oro \| 49er \| |                       |                |       |
| Campeonato Mundial |                       |                |       |
| Año | Lugar                 | Medalla        | Clase |
| 1997 | Perth (Australia)     | Medalla de oro | 49er  |
| 1998 | Bandol (Francia)      | Medalla de oro | 49er  |
| 1999 | Melbourne (Australia) | Medalla de oro | 49er  |